# Найя Шакти Парти
Найя Шакти Партии Непал (непальский: नयाँ शक्ति पार्टी, नेपाल, Naya Shakti Party, Nepal; Партия новых сил, Непал) — левая политическая партия в Непале, провозглашавшая демократический социализм и возглавлявшаяся экс-премьер-министром и бывшим идеологом непальских маоистов Бабурамом Бхаттараи. Просуществовала с 2016 по 6 мая 2019, когда слилась с Федеральным социалистическим форумом Непала в Социалистическую партию (Самаджбади Парти, Непал). Последняя, в свою очередь, стала предшественницей Народно-социалистической партии. 

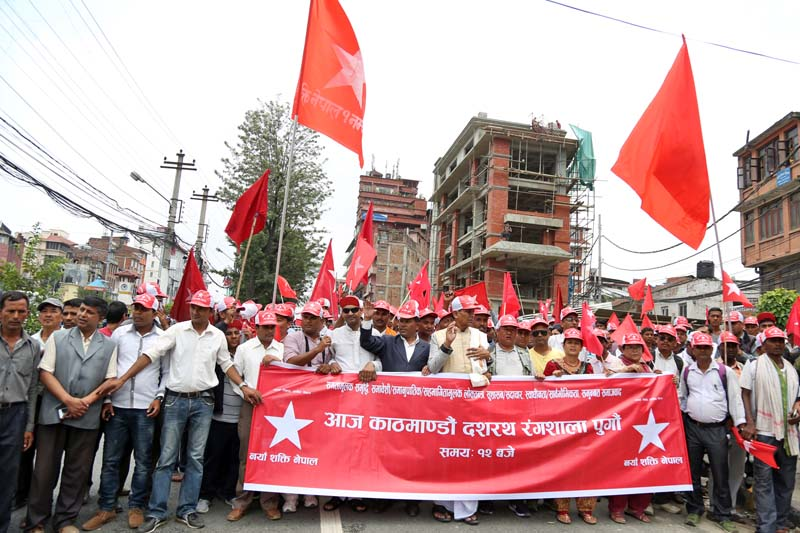
Шествие членов Найя Шакти Парти, Непал

## История

### Предыстория
Бабурамом Бхаттараи был заместителем председателя Объединенной коммунистической партии Непала (маоистской) и состоял в партии на протяжении более двух десятилетий, в том числе во время Непальской гражданской войны. Он стал премьер-министром Непала как член ОКПН (маоистской). В качестве премьер-министра он распустил 1-е Учредительное собрание Непала, чтобы проложить путь для новых выборов. После обнародования Конституции Непала 2-м Учредительным собранием 25 сентября 2015 он подал в отставку из вновь сформированного парламента Непала и покинул свою партии, чтобы сформировать собственную политическую силу.

### Учреждение
Причиной разрыва Бабурама Бхаттараи с прежней партией стали внутрипартийные разногласия, усилившиеся после принятия конституции: представители крупнейшего нацменьшинства, мадхеси, были возмущены недостаточными для себя правами в основном законе, а их протесты поддержала Индия. Бабурам Бхаттараи, один из лидеров непальских маоистов, прежде находившихся в альянсе с партиями мадхеси и других меньшинств, но решивших поддержать новую конституцию, покинул ряды Объединённой коммунистической партии Непала (маоистской). 21 января 2016 он объявил о формировании временного центрального совета Найя Шакти Парти, а 12 июня 2016 была создана и партия. Своего первого парламентария она получила после вливания в её ряды Тхарухат Тераи Парти (демократической) 14 февраля.
Партия была официально зарегистрирована избирательной комиссией Непала 10 июля 2016 года.

### Выборы
Партия впервые участвовала в местных выборах 2017 года, совместно с Федеративным социалистическим форумом, включая использование их электорального символа. Однако на третьем этапе выборов обе стороны разорвали союз. В итоге, Найя Шакти Парти набрала 110 мест в местных органах власти, в том числе от неё были избраны два мэра. 13 октября 2017 года, Найя Шакти Парти вместе с Коммунистической партией Непала (Маоистский центр) и Коммунистическая партия Непала (объединенной марксистско-ленинской) объявили о создании предвыборного альянса левых сил. Однако 14 октября 2017 года партия Бабураи вышла из коалиции, сославшись на расхождения с двумя коммунистическими партиями и переориентировалась на союз с Непальским конгрессом. На парламентских выборах 2017 года партия получила лишь одно место в Палате представителей, а также три места в законодательных собраниях провинций.

## Идеология
Основатель Бабурамом Бхаттараи заявил, что основной идеологией партии является марксизм. Партия поддерживает президентскую систему правления с пропорционально избираемым парламентом. Она ожидает укрепления промышленного капитализма и, в конечном счете, его развития в социализм. Партия также верит в единство действий рабочего и среднего класса, а также национальной буржуазии, с целью устойчивого развития страны. Партия также высказалась в поддержку прав женщин, прав женщин, далитов и меньшинств.